# Călugăreni (okręg Arad)
Călugăreni – wieś w Rumunii, w okręgu Arad, w gminie Felnac. W 2011 roku liczyła 232 mieszkańców. 